# Oignon (Arendt)
Pour les articles ayant des titres homophones, voir Ognon et Onnion.
Pour les articles homonymes, voir Oignon (homonymie).

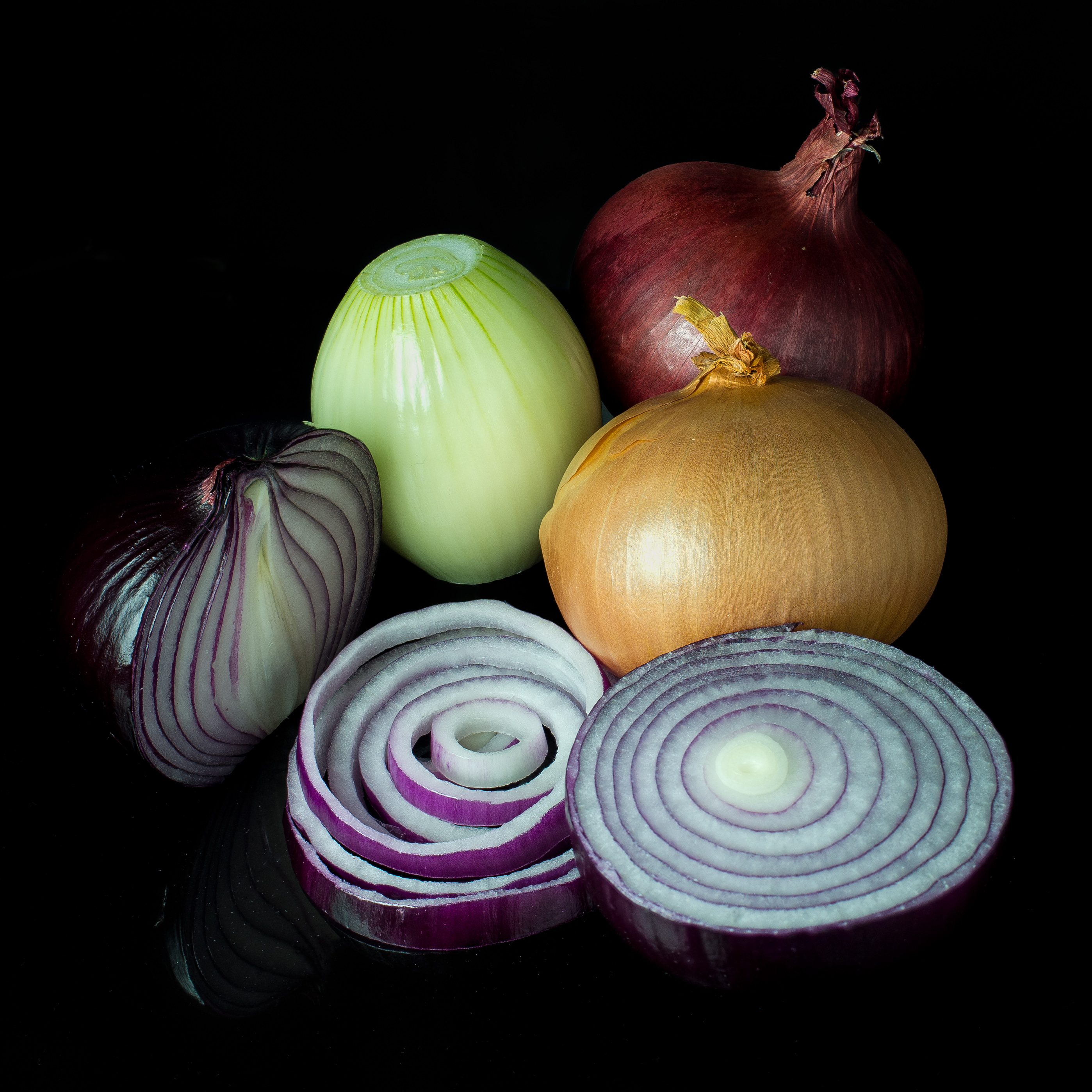
Différentes variétés d'oignons.

La métaphore de l'oignon est une métaphore utilisée par la philosophe Hannah Arendt dans Les Origines du totalitarisme (1951). Elle sert à donner un exemple sur la structure qui sous-tend l'organisation des régimes totalitaires.

## Contexte
Hannah Arendt est une philosophe habituée des métaphores, entre autres, elle défend leur usage au sein de la réflexion philosophique dans son  'Journal de pensées'. Dans Les Origines du totalitarisme, Arendt s'intéresse à la question du totalitarisme, la manière dont ce type de régimes se constituent, évoluent, vivent, meurent. Elle s'intéresse aussi aux différences entre le totalitarisme et d'autres formes de systèmes politiques, comme les régimes autocratiques,,.

## Métaphore
Dans ce contexte, Arendt utilise la métaphore de l'oignon pour représenter la structure des systèmes totalitaires,,. Il s'agit de représenter une structure organisée autour d'un point central, le dirigeant du système totalitaire. Elle oppose cette structure à d'autres types de structures, comme celles, pyramidales, de l'autocratie ou de la tyrannie,.  Cela montre que le totalitarisme évolue par « vagues », en se propageant à travers différentes couches de la société, plus on est proche du centre, plus on est radicalisé, au contraire, plus on est proche de l'extérieur, et moins on est radicalisé. Ce que Arendt révèle aussi avec cet exemple, c'est le caractère double des organisations totalitaires, qui possèdent deux faces, une, qu'elles présentent vers le monde extérieur en faisant apparence de normalité, une autre tournée vers l'intérieur de l'organisation, radicalisée.
La métaphore est décrite de la sorte par des chercheurs comme Sophie Schulze :

« Pour Arendt, la structure en oignon désigne deux choses distinctes : l’une, que le pouvoir se diffuse du centre vers la périphérie (mouvement centrifuge) ; l’autre, que chaque cercle se maintient par l’équilibre entre deux forces contraires. »

Cette structure permet aussi aux régimes totalitaires d'absorber les chocs venant de la réalité extérieure au système, chaque couche de l'oignon absorbe un peu de l'onde de choc pour finalement rendre inoffensif le contact avec la réalité extérieure, qui vient pourtant en contradiction avec les mensonges pratiques et scientifiques des régimes totalitaires,.

## Postérité
L'utilisation de la métaphore est jugée pertinente pour parler entre autres de l'URSS sous Staline, de l'Allemagne nazie et de l'empire du Japon. L'idée selon laquelle cette structure permet d'éviter les chocs extérieurs aux régimes totalitaires est aussi considérée comme étant un concept important en psychologie.